# Zehnacker
Zehnacker est une commune française située dans la circonscription administrative du Bas-Rhin et, depuis le 1er janvier 2021, dans le territoire de la Collectivité européenne d'Alsace, en région Grand Est.
Cette commune se trouve dans la région historique et culturelle d'Alsace.

## Géographie
| Furchhausen |            | Altenheim    |
| Schwenheim  | Wolschheim | Friedolsheim |
| Lochwiller  | Kleingœft  | Maennolsheim |

### Hydrographie
La commune est dans le bassin versant du Rhin au sein du bassin Rhin-Meuse. Elle est drainée par le ruisseau le Hohnengraben,.

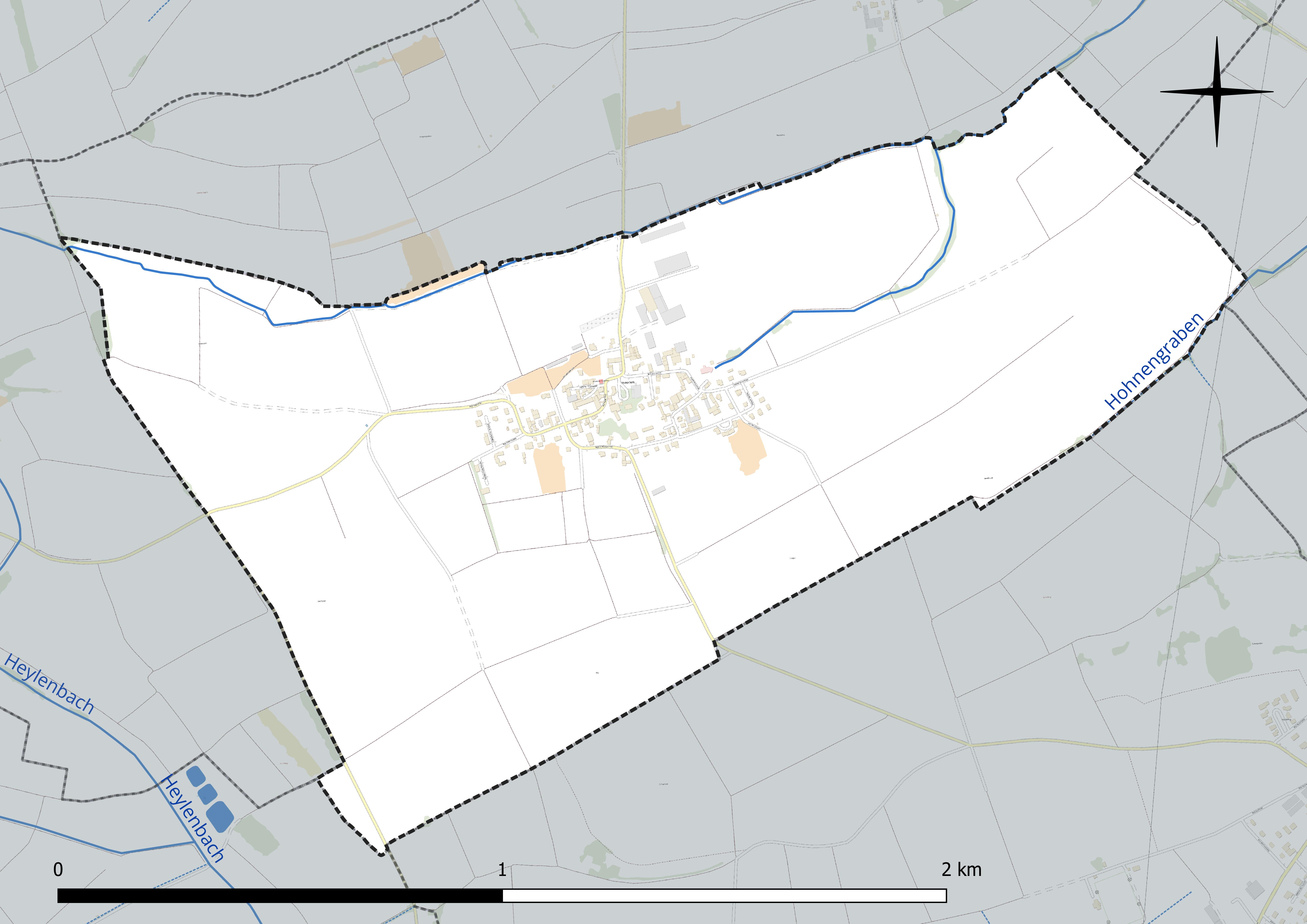
Réseau hydrographique de Zehnacker.

### Climat
Pour des articles plus généraux, voir Climat du Grand Est et Climat du Bas-Rhin.
En 2010, le climat de la commune est de type climat des marges montargnardes, selon une étude du Centre national de la recherche scientifique s'appuyant sur une série de données couvrant la période 1971-2000. En 2020, Météo-France publie une typologie des climats de la France métropolitaine dans laquelle la commune est exposée à un climat semi-continental et est dans la région climatique  Vosges, caractérisée par une pluviométrie très élevée (1 500 à 2 000 mm/an) en toutes saisons et un hiver rude (moins de 1 °C). 
Pour la période 1971-2000, la température annuelle moyenne est de 10,3 °C, avec une amplitude thermique annuelle de 17,6 °C. Le cumul annuel moyen de précipitations est de 767 mm, avec 9,8 jours de précipitations en janvier et 10,6 jours en juillet. Pour la période 1991-2020, la température moyenne annuelle observée sur la station météorologique de Météo-France la plus proche, « Wangenbourg_sapc », sur la commune de Wangenbourg-Engenthal à 12 km à vol d'oiseau, est de 9,9 °C et le cumul annuel moyen de précipitations est de 1 131,8 mm. 
La température maximale relevée sur cette station est de 36,4 °C, atteinte le 25 juillet 2019 ; la température minimale est de −16,9 °C, atteinte le 7 février 2012,,. 
Les paramètres climatiques de la commune ont été estimés pour le milieu du siècle (2041-2070) selon différents scénarios d'émission de gaz à effet de serre à partir des nouvelles projections climatiques de référence DRIAS-2020. Ils sont consultables sur un site dédié publié par Météo-France en novembre 2022.

## Urbanisme

### Typologie
Au 1er janvier 2024, Zehnacker est catégorisée commune rurale à habitat dispersé, selon la nouvelle grille communale de densité à sept niveaux définie par l'Insee en 2022.
Elle est située hors unité urbaine. Par ailleurs la commune fait partie de l'aire d'attraction de Strasbourg (partie française), dont elle est une commune de la couronne,. Cette aire, qui regroupe 268 communes, est catégorisée dans les aires de 700 000 habitants ou plus (hors Paris),.

### Occupation des sols
L'occupation des sols de la commune, telle qu'elle ressort de la base de données européenne d’occupation biophysique des sols Corine Land Cover (CLC), est marquée par l'importance des territoires agricoles (89 % en 2018), en diminution par rapport à 1990 (100 %). La répartition détaillée en 2018 est la suivante : 
terres arables (65,4 %), zones agricoles hétérogènes (23,6 %), zones urbanisées (11 %). L'évolution de l’occupation des sols de la commune et de ses infrastructures peut être observée sur les différentes représentations cartographiques du territoire : la carte de Cassini (XVIIIe siècle), la carte d'état-major (1820-1866) et les cartes ou photos aériennes de l'IGN pour la période actuelle (1950 à aujourd'hui).

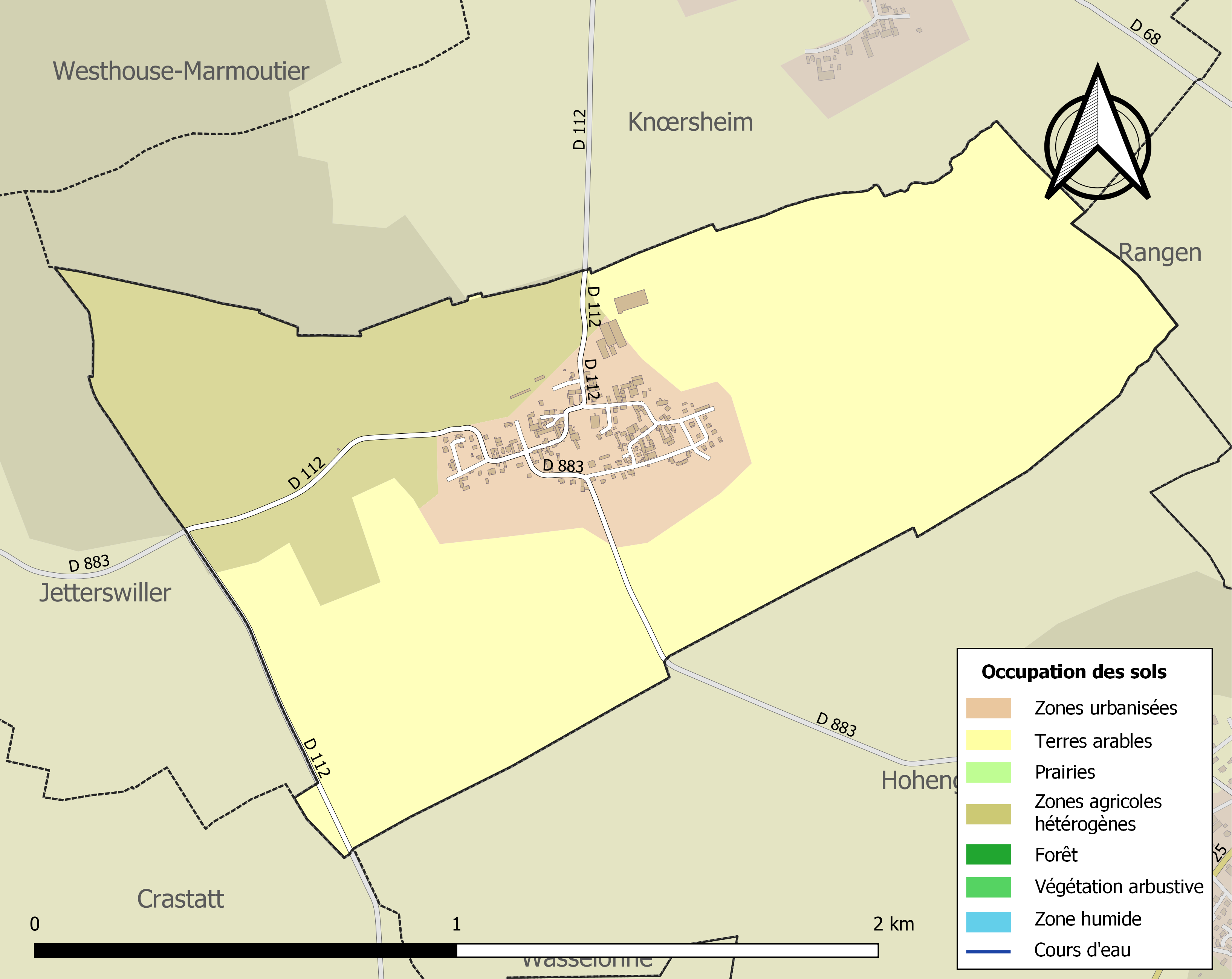
Carte des infrastructures et de l'occupation des sols de la commune en 2018 (CLC).

## Histoire
Village connu pour ses tailleurs de pierre.

### Héraldique
| Blason de Zehnacker | Blason  | D'azur au loup d'or lampassé de gueules. |
| Blason de Zehnacker | Détails |                                          |

## Politique et administration

### Liste des maires
| Période | Période                   | Identité        | Étiquette | Qualité                     |
| ------- | ------------------------- | --------------- | --------- | --------------------------- |
| 2001    | En cours (au 31 mai 2020) | Patrick Bastian | LR        | Réélu en 2008, 2014 et 2020 |

### Tendances politiques et résultats
Le résultat de l'élection présidentielle de 2012 dans cette commune est le suivant :
| Candidat       | Candidat                    | Premier tour | Premier tour | Second tour | Second tour |
| Candidat       | Candidat                    | Voix         | %            | Voix        | %           |
| -------------- | --------------------------- | ------------ | ------------ | ----------- | ----------- |
|                | Eva Joly (EÉLV)             | 1            | 0,66         |             |             |
|                | Marine Le Pen (FN)          | 34           | 22,52        |             |             |
|                | Nicolas Sarkozy (UMP)       | 69           | 45,70        | 116         | 80,00       |
|                | Jean-Luc Mélenchon (FG)     | 6            | 3,97         |             |             |
|                | Philippe Poutou (NPA)       | 1            | 0,66         |             |             |
|                | Nathalie Arthaud (LO)       | 1            | 0,66         |             |             |
|                | Jacques Cheminade (SP)      | 0            | 0,00         |             |             |
|                | François Bayrou (MoDem)     | 23           | 15,23        |             |             |
|                | Nicolas Dupont-Aignan (DLR) | 2            | 1,32         |             |             |
|                | François Hollande (PS)      | 14           | 9,27         | 29          | 20,00       |
|                |                             |              |              |             |             |
| Inscrits       | Inscrits                    | 199          | 100,00       | 199         | 100,00      |
| Abstentions    | Abstentions                 | 43           | 21,61        | 44          | 22,11       |
| Votants        | Votants                     | 156          | 78,39        | 155         | 77,89       |
| Blancs et nuls | Blancs et nuls              | 5            | 3,21         | 10          | 6,45        |
| Exprimés       | Exprimés                    | 151          | 96,79        | 145         | 93,55       |

Le résultat de l'élection présidentielle de 2017 dans cette commune est le suivant :
| Candidat    | Candidat                    | Premier tour | Premier tour | Deuxième tour | Deuxième tour |  |
| Candidat    | Candidat                    | %            | Voix         | %             | Voix          |  |
| ----------- | --------------------------- | ------------ | ------------ | ------------- | ------------- |  |
|             | Nicolas Dupont-Aignan (DLF) | 12,10        | 19           |               |               |  |
|             | Marine Le Pen (FN)          | 40,13        | 63           | 52,94         | 72            |  |
|             | Emmanuel Macron (EM)        | 8,92         | 14           | 47,06         | 64            |  |
|             | Benoît Hamon (PS)           | 4,46         | 7            |               |               |  |
|             | Nathalie Arthaud (LO)       | 1,27         | 2            |               |               |  |
|             | Philippe Poutou (NPA)       | 3,18         | 5            |               |               |  |
|             | Jacques Cheminade (SP)      | 0,00         | 0            |               |               |  |
|             | Jean Lassalle (RES)         | 0,64         | 1            |               |               |  |
|             | Jean-Luc Mélenchon (LFI)    | 5,10         | 8            |               |               |  |
|             | François Asselineau (UPR)   | 0,00         | 0            |               |               |  |
|             | François Fillon (LR)        | 24,20        | 38           |               |               |  |
|             |                             |              |              |               |               |  |
| Inscrits    | Inscrits                    | 201          | 100,00       | 201           | 100,00        |  |
| Abstentions | Abstentions                 | 42           | 20,90        | 47            | 23,38         |  |
| Votants     | Votants                     | 159          | 79,10        | 154           | 76,62         |  |
| Blancs      | Blancs                      | 0            | 0,00         | 16            | 10,39         |  |
| Nuls        | Nuls                        | 2            | 1,26         | 2             | 1,30          |  |
| Exprimés    | Exprimés                    | 157          | 98,74        | 136           | 88,31         |  |

## Démographie
L'évolution du nombre d'habitants est connue à travers les recensements de la population effectués dans la commune depuis 1793. Pour les communes de moins de 10 000 habitants, une enquête de recensement portant sur toute la population est réalisée tous les cinq ans, les populations de référence des années intermédiaires étant quant à elles estimées par interpolation ou extrapolation. Pour la commune, le premier recensement exhaustif entrant dans le cadre du nouveau dispositif a été réalisé en 2004.

En 2022, la commune comptait 251 habitants, en évolution de +2,45 % par rapport à 2016 (Bas-Rhin : +3,17 %, France hors Mayotte : +2,11 %).
| 1793 | 1800 | 1806 | 1821 | 1831 | 1836 | 1841 | 1846 | 1851 |
| ---- | ---- | ---- | ---- | ---- | ---- | ---- | ---- | ---- |
| 178  | 190  | 222  | 234  | 278  | 262  | 250  | 253  | 254  |

| 1856 | 1861 | 1866 | 1871 | 1875 | 1880 | 1885 | 1890 | 1895 |
| ---- | ---- | ---- | ---- | ---- | ---- | ---- | ---- | ---- |
| 272  | 290  | 266  | 230  | 229  | 239  | 218  | 241  | 242  |

| 1900 | 1905 | 1910 | 1921 | 1926 | 1931 | 1936 | 1946 | 1954 |
| ---- | ---- | ---- | ---- | ---- | ---- | ---- | ---- | ---- |
| 245  | 235  | 230  | 203  | 215  | 210  | 159  | 158  | 145  |

| 1962 | 1968 | 1975 | 1982 | 1990 | 1999 | 2004 | 2006 | 2009 |
| ---- | ---- | ---- | ---- | ---- | ---- | ---- | ---- | ---- |
| 155  | 166  | 159  | 150  | 128  | 170  | 216  | 229  | 265  |

| 2014 | 2019 | 2022 | - | - | - | - | - | - |
| ---- | ---- | ---- | - | - | - | - | - | - |
| 244  | 249  | 251  | - | - | - | - | - | - |

## Lieux et monuments
- Église Notre-Dame, construction unique en France abritant sous un même toit une église luthérienne et une église catholique. De ce fait, il ne s'agit pas d'un simultaneum dont l'établissement est interdit par la législation religieuse de 1802.

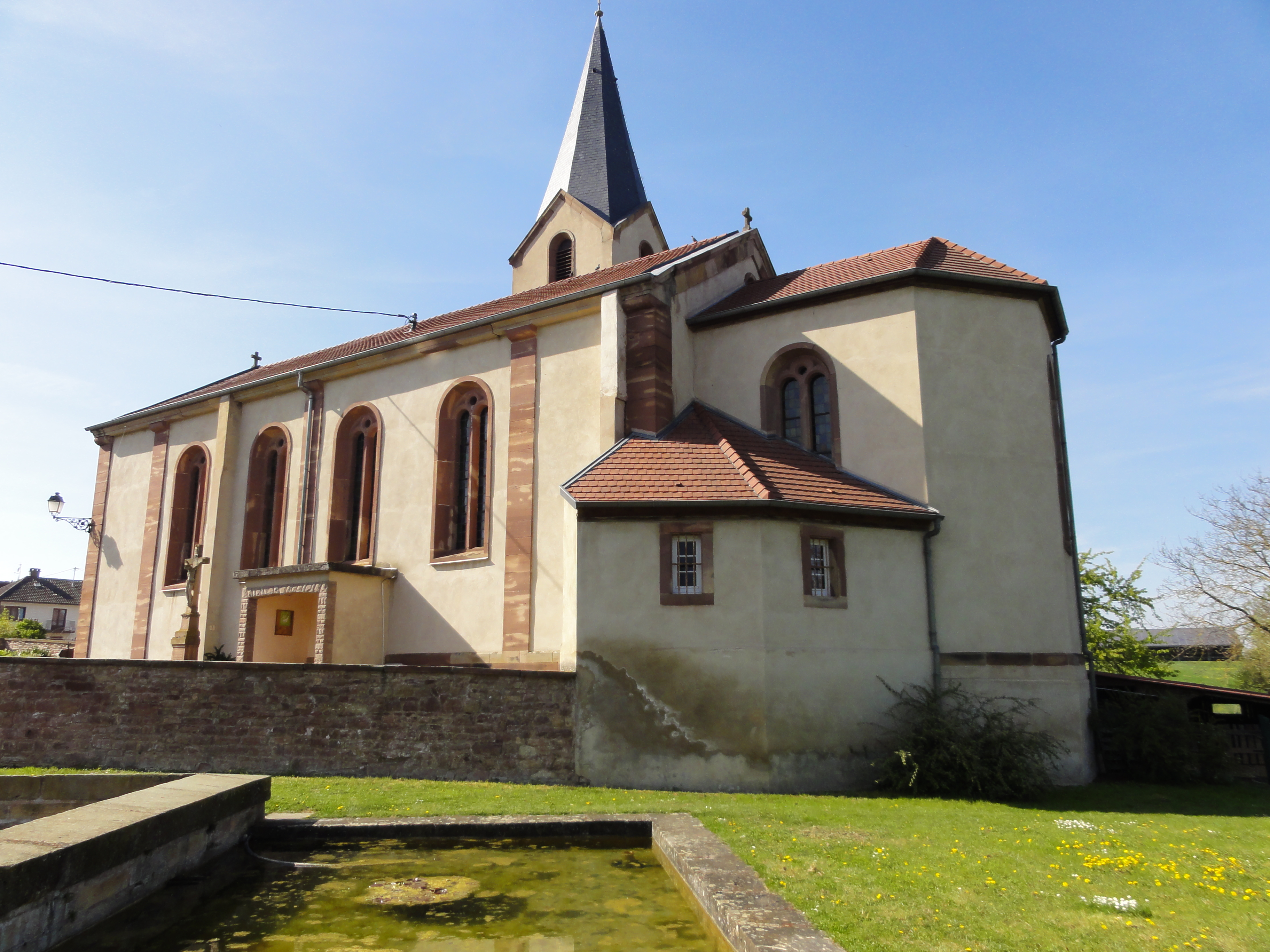
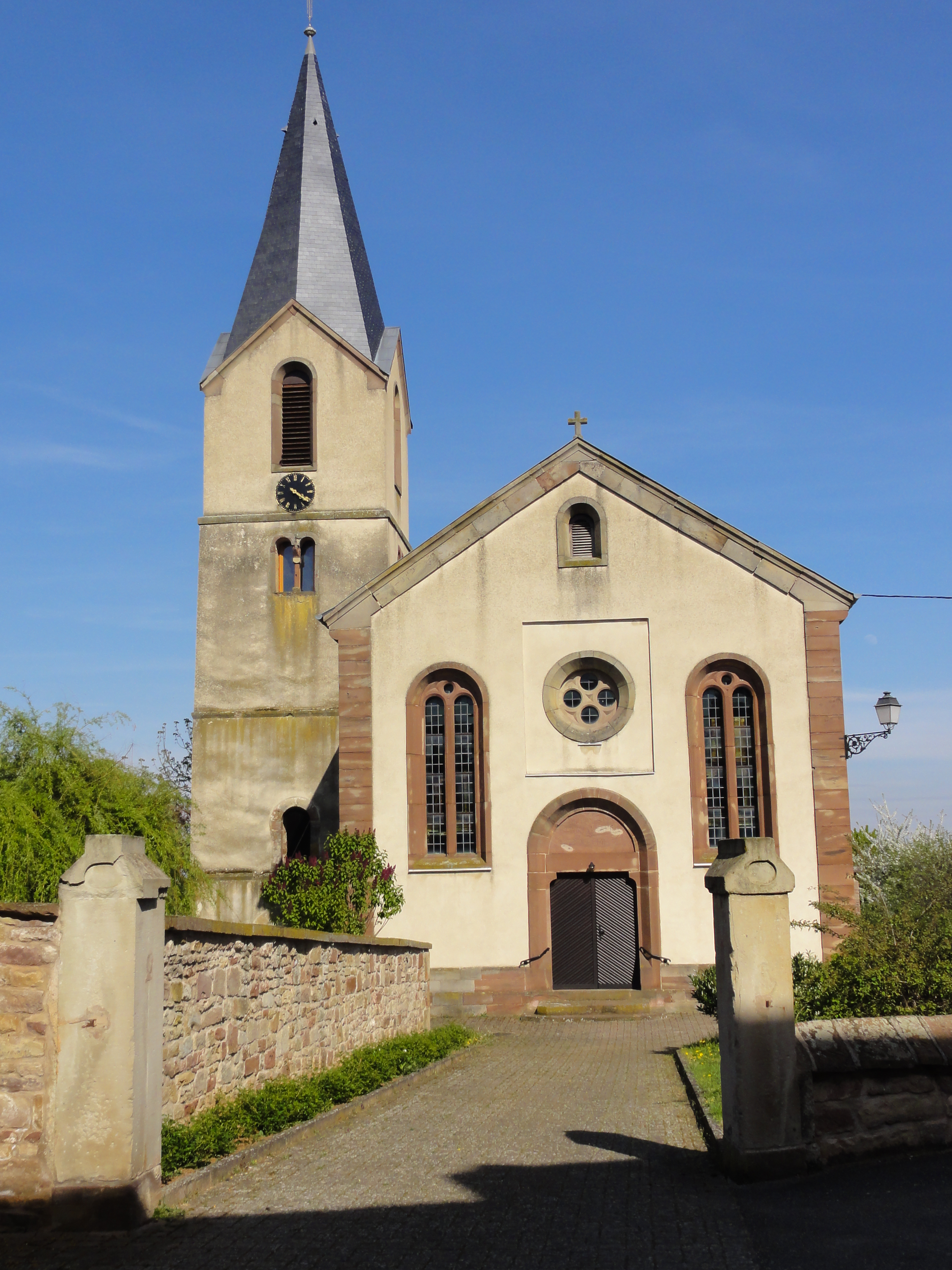

- Croix de 1767.